# Maaja Ranniku
Maaja Ranniku (Abja-Paluoja, 1º marzo 1941 – Tallinn, 24 ottobre 2004) è stata una scacchista estone (sovietica fino al 1992).
Vinse due volte il Campionato sovietico femminile:  nel 1964 (dopo aver battuto allo spareggio Tat'jana Zatulovskaja) e nel 1967.
Ottenne il titolo di Maestro Internazionale Femminile nel 1964.
Dal 1961 al 1991 vinse dieci volte il campionato estone femminile.
Nel 1992 partecipò con l'Estonia alle olimpiadi di Manila, ottenendo 6 ½ su 11.
Ottenne diversi buoni risultati in tornei internazionali, tra cui: 
- 1969 : prima a Budapest
- 1971 : prima a Brașov
- 1973 : seconda a Vrnjačka Banja
- 1978 : terza al torneo zonale di Frunze